# Хёрд, Гейл Энн
Гейл Энн Хёрд (англ. Gale Anne Hurd, род. 25 октября 1955, Лос-Анджелес, Калифорния, США) — американский кинопродюсер, сценарист, артист, известная своим продюсерским вкладом во многие кассовые фантастические фильмы, такие как «Терминатор», «Чужие», «Бездна», «Армагеддон», «Невероятный Халк» и другие. С 2010 года является исполнительным продюсером телесериала «Ходячие мертвецы».

## Карьера
Родилась в семье Фрэнка Э. Хёрда и Лолиты Эспье. В 1977 году окончила Стэнфордский университет по специальности «экономика и торговые отношения». Карьеру в кино начала ассистентом у Роджера Кормана в его компании «New World Pictures». Пройдя по карьерной лестнице различных административных должностей, в 1982 году она открывает собственную продюсерскую компанию «Pacific Western Productions».

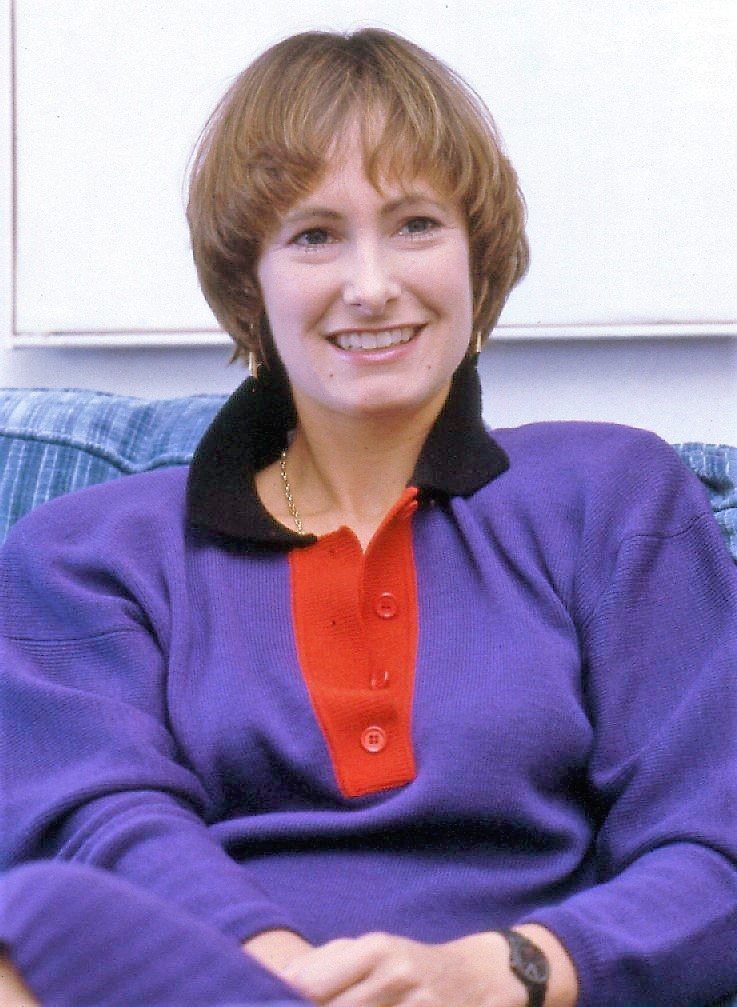
Хёрд на премьере фильма «Чужие» в Швеции в 1986 году

Работая в «New World Pictures» Гейл познакомилась с тогда ещё малоизвестным начинающим режиссёром и постановщиком спецэффектов Джеймсом Кэмероном, который в то время искал спонсоров для экранизации «Терминатора». Не доверяя новичку, крупные кинокомпании отказывались браться за проект, тогда он предложил Хёрд купить у него сценарий за символическую цену в один доллар, при условии, что режиссёром фильма станет сам Кэмерон. Хёрд заинтересовал его проект и на свой страх и риск она согласилась финансировать фильм. Картина получила положительные отзывы кинокритиков и в несколько раз окупилась в прокате, а Гейл Энн Хёрд получила свою первую награду — премию «Сатурн» (1985) за лучший сценарий (совместно с Кэмероном). После успеха «Терминатора», Гейл выходит замуж за Кэмерона и продолжает финансировать его следующие проекты: «Чужие» (1986) и «Бездна» (1989). В 1989 году она разводится с Кэмероном.
В 1991 году в процессе работы над фильмом «Воспитание Каина» Гейл Энн Хёрд знакомится с режиссёром Брайаном де Пальмой и выходит за него замуж, но и этот брак продлился недолго, в 1993 году они разводятся.
В настоящее время Хёрд продолжает финансировать фантастические фильмы и сериалы, с 2010 года работает исполнительным продюсером в телесериале «Ходячие мертвецы». Кроме того, Гейл Энн Хёрд является активисткой Голливудского комитета по женской политике, проводит симпозиумы для начинающих женщин-режиссёров.
В 2002 году совместно с Randy Olson и Джереми Джексоном основательница Shifting Baselines Media Campaign.
3 октября 2012 года в честь Гейл Энн Хёрд была заложена звезда на Голливудской «Аллее славы» за вклад в киноиндустрию, по адресу: 6621 Голливудский бульвар.

## Личная жизнь

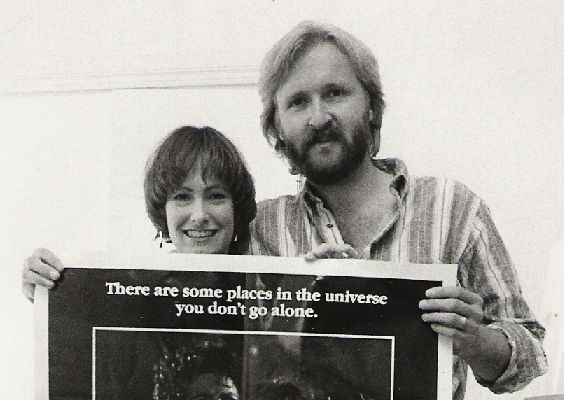
Гейл Энн Хёрд и Джеймс Кэмерон с плакатом к фильму «Чужие» в 1986 году

- С 1985 по 1989 год в браке с режиссёром и сценаристом Джеймсом Кэмероном.
- С 1991 по 1993 год замужем за режиссёром, сценаристом и продюсером Брайаном де Пальмой (от брака есть дочь Лолита де Пальма, 1991 г. р.).
- С 1995 по настоящее время состоит в браке с Джонатаном Хенсли (сценарист и режиссёр).

## Фильмография
| Год       | Название                             | Оригинальное название              | Работа                                                          |
| --------- | ------------------------------------ | ---------------------------------- | --------------------------------------------------------------- |
| 1984      | • Терминатор                         | The Terminator                     | сценарист, продюсер                                             |
| 1986      | • Чужие                              | Aliens                             | продюсер, дублёр Дженетт Голдстин в роли рядовой Дженетт Васкес |
| 1988      | • Нация пришельцев                   | Alien Nation                       | продюсер                                                        |
| 1989      | • Бездна                             | The Abyss                          | продюсер                                                        |
| 1990      | • Трущобы                            | Downtown                           | исполнительный продюсер                                         |
| 1990      | • Дрожь земли                        | Tremors                            | исполнительный продюсер                                         |
| 1991      | • Терминатор 2: Судный день          | Terminator 2: Judgment Day         | исполнительный продюсер                                         |
| 1991      | • Бросив смертельный взгляд (ТВ)     | Cast a Deadly Spell                | продюсер                                                        |
| 1992      | • Танец на воде                      | The Waterdance                     | продюсер                                                        |
| 1992      | • Воспитание Каина                   | Raising Cain                       | продюсер                                                        |
| 1994      | • Побег невозможен                   | No Escape                          | продюсер                                                        |
| 1994      | • Охота на ведьм                     | Witch Hunt                         | продюсер                                                        |
| 1994      | • Безопасный проход                  | Safe Passage                       | продюсер                                                        |
| 1996      | • Призрак и Тьма                     | The Ghost and the Darkness         | продюсер                                                        |
| 1997      | • Реликт                             | The Relic                          | продюсер                                                        |
| 1997      | • Пик Данте                          | Dante’s Peak                       | продюсер                                                        |
| 1997      | • Американские горки                 | Switchback                         | продюсер                                                        |
| 1998      | • Армагеддон                         | Armageddon                         | продюсер                                                        |
| 1998      | • Мертвец в колледже                 | Dead Man on Campus                 | продюсер                                                        |
| 1999      | • Вирус                              | Virus                              | продюсер                                                        |
| 1999      | • Подруги президента                 | Dick                               | продюсер                                                        |
| 2002      | • Останавливающие время              | Clockstoppers                      | продюсер                                                        |
| 2002—2003 | • Корпорация приключений (сериал)    | Adventure Inc.                     | исполнительный продюсер                                         |
| 2003      | • Халк                               | Hulk                               | продюсер                                                        |
| 2003      | • Терминатор 3: Восстание машин      | Terminator 3: Rise of the Machines | исполнительный продюсер                                         |
| 2004      | • Каратель                           | The Punisher                       | продюсер                                                        |
| 2005      | • Эон Флакс                          | Æon Flux                           | продюсер                                                        |
| 2007      | • Добро пожаловать в джунгли         | Welcome to the Jungle              | продюсер                                                        |
| 2008      | • Невероятный Халк                   | The Incredible Hulk                | продюсер                                                        |
| 2008      | • Каратель: Территория войны         | Punisher: War Zone                 | продюсер                                                        |
| 2010      | • Невиновный (ТВ)                    | The Wronged Man                    | продюсер                                                        |
| 2011      | —                                    | Last Man Standing (TV)             | исполнительный продюсер                                         |
| 2013      | • Очень хорошие девочки              | Very Good Girls                    | исполнительный продюсер                                         |
| 2013      | —                                    | Horizon (TV)                       | исполнительный продюсер                                         |
| 2010—…    | • Ходячие мертвецы (сериал)          | The Walking Dead                   | исполнительный продюсер                                         |
| 2015—…    | • Бойтесь ходячих мертвецов (сериал) | Fear the Walking Dead              | исполнительный продюсер                                         |
| 2017—2018 | • Предания (сериал)                  | Lore                               | исполнительный продюсер                                         |
| 2018      | • Хэллфест                           | Hell Fest                          | продюсер                                                        |

## Награды и номинации
| Академия научной фантастики, фэнтези и фильмов ужасов |                                                   |           |
| 1985                                                  | Премия «Сатурн» за лучший сценарий — «Терминатор» | Награда   |
| 1993                                                  | Президентская награда                             | Награда   |
| 2004                                                  | Президентская награда                             | Награда   |
| «Независимый дух»                                     |                                                   |           |
| 1993                                                  | Лучший дебютный фильм — «Танец на воде»           | Награда   |
| Национальный совет кинокритиков США                   |                                                   |           |
| 2003                                                  | Producers Award                                   | Награда   |
| Голливудская «Аллея славы»                            |                                                   |           |
| 2012                                                  | За вклад в киноиндустрию                          | Звезда    |
| «Золотая малина» (антипремия)                         |                                                   |           |
| 1999                                                  | Худший фильм — «Армагеддон»                       | Номинация |